# Histoire du sport

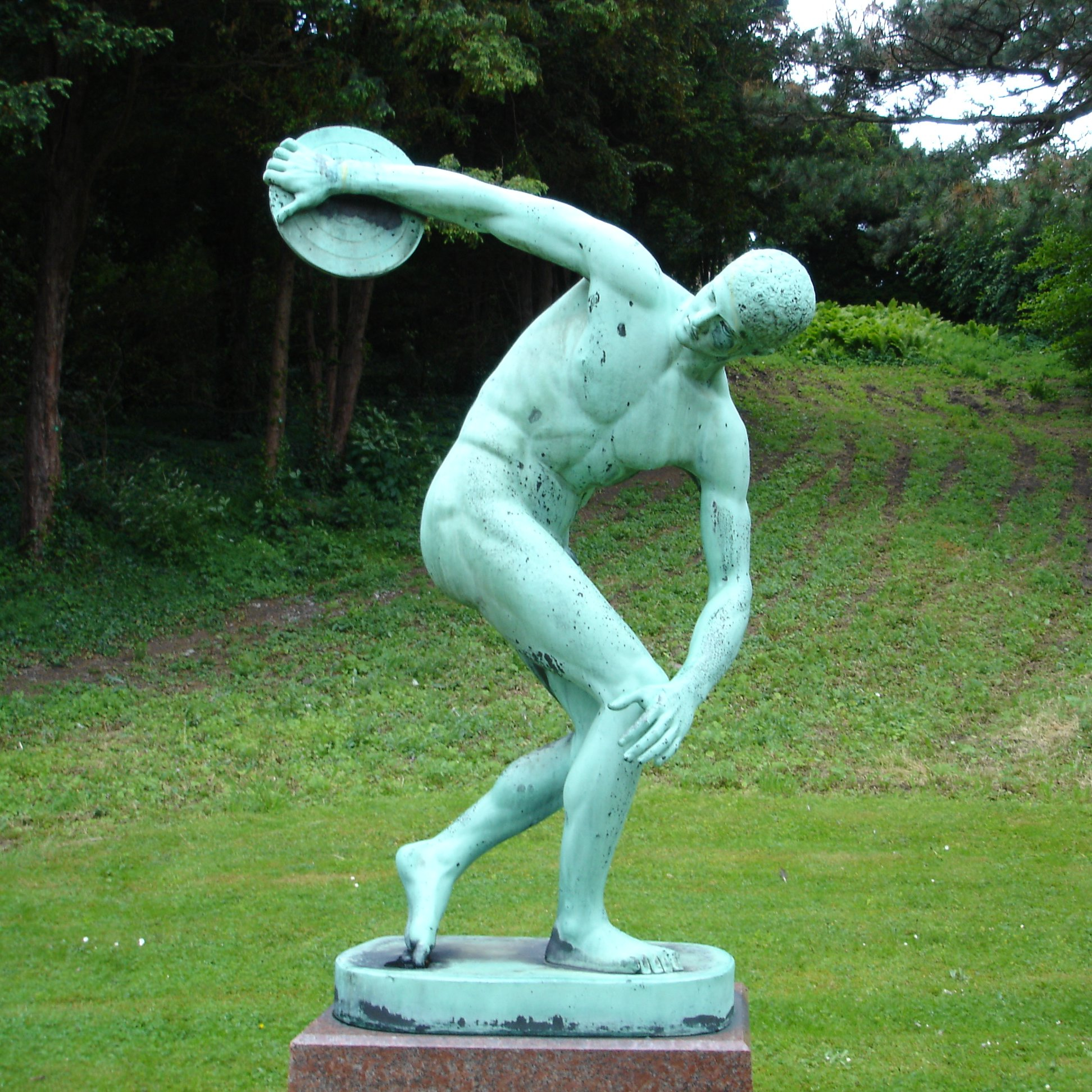
Statue du discobole dans les jardins botaniques de Copenhague.

 (mai 2025).
L'Histoire du sport est un champ de l'étude historique qui se concentre sur l'évolution des pratiques sportives. L'homme ayant un goût presque inné pour le jeu, il est assez logique de retrouver des pratiques de ce type sous toutes les latitudes et à toutes les époques. Dans certaines civilisations les traces de ces expériences restent tenues, les historiens qui s'appuient sur l'ensemble des sciences auxiliaires de l'histoire (archéologie, épigraphie, paléographie, etc.), parviennent à mettre en lumière certaines pratiques sportives. Pour les périodes plus récentes, les sources sont logiquement plus nombreuses, et il convient alors d'opérer des tris sélectifs.
L'historien du sport qui a la charge ces études est avant tout un historien. À la suite de l'émiettement récent de la discipline historique, l'histoire du sport constitue une niche qui possède ses revues et ses groupes de recherches indépendants. Citons pour l'exemple la revue internationale Nikephoros (sport antique) et le Centre de recherche et d'innovation sur le sport (CRIS).
À la fin du XXe siècle, certains historiens français lancent des appels au développement des études historiques du phénomène sportif. On cite Alfred Wahl (Le football, un nouveau territoire de l'historien en 1989) ou Thierry Terret (Du sport aux sports, plaidoyer pour une étude comparée des sports en 1996). Le pionnier Alfred Wahl pointe ainsi dans son article le retard des historiens français en comparaison des écoles historiques anglo-saxonnes qui pratiquent déjà la discipline depuis de longue date. 

## Historiographie

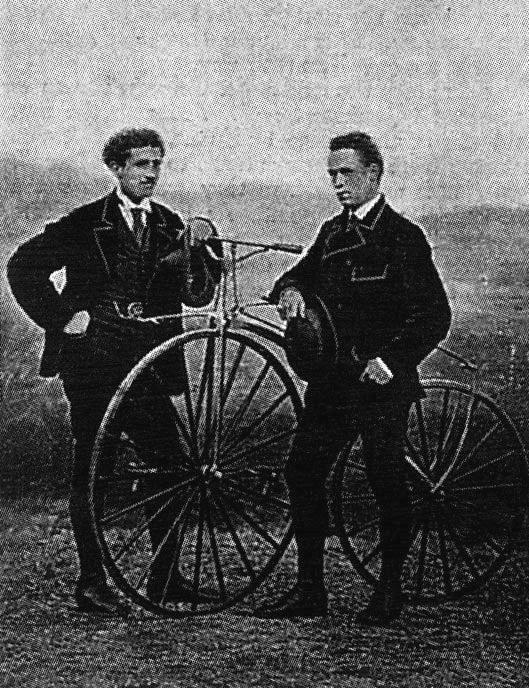
James Moore et Jean-Eugène-André Castera, premier et second du premier Paris-Rouen cycliste, en 1869.

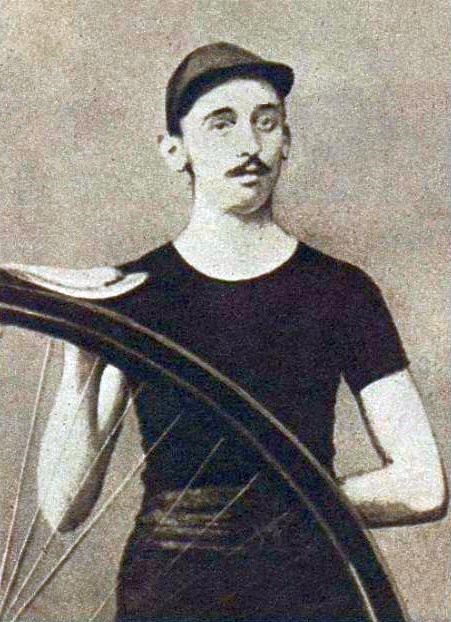
Frédéric de Civry en 1882.

Parmi les pionniers de la discipline il convient de citer Georges Bourdon auteur notamment de La renaissance athlétique et le Racing Club de France (1906) où il conteste à Pierre de Coubertin son statut de père du sport français. Chez les Anglo-saxons, on cite le médiéviste américain Charles Homer Haskins, père de la Renaissance du XIIe siècle, qui est le premier historien à utiliser le terme de « sport » dans le cadre d'une étude portant sur le Moyen Âge dans son ouvrage, The Latin Litterature of Sport (1927).
Aux États-Unis, Harold Seymour pose à la fin des années 1950 les bases de l'étude moderne du sport en étudiant dans le cadre universitaire, à Cornell de surcroit, les débuts du baseball. Il existe évidemment une école historique étudiant le phénomène sportif avant l'entrée en scène de Seymour, mais cette dernière se contente de rester très livresque dans sa perception du jeu. Pour Seymour, un bon historien du sport doit avoir pratiqué la discipline. Jusque-là, seuls certains journalistes ont cet acquis indispensable, mais leurs écrits souffrent cruellement de rigueur. Après Seymour, on voit émerger une génération d'historiens du sport bien formés à la discipline historique et en terrain de connaissance sur le terrain sportif.
Américains et Canadiens sont les premiers à se structurer en matière d'histoire du sport. Créée en 1972, la North American Society of Sport History (NASSH) publie à partir de 1974 la revue Journal of Sport History.
Les Britanniques emboîtent le pas aux Nord-Américains à partir des années 1970. L'historien britannique Richard Holt est même le premier à publier une étude sérieuse sur le sport français : Sport and Society in Modern France (1981). Cette publication stimule une première vague de recherches en France mais cette dernière se cantonne trop souvent au seul champ du sport scolaire. Revues et autres colloques apparaissent dès la fin des années 1980 dans l'Hexagone mais la discipline n'est pas encore jugée crédible par une communauté académique à l'attitude « intellectuelle snobinarde », comme le fut longtemps celle des Anglo-Saxons.
En France, une voie nouvelle s'est ouverte depuis peu sur l'enracinement médiéval du sport. Dans sa thèse soutenue en 2009, intitulée Joutes, emprises et pas d'armes en Castille, Bourgogne et France (1428-1470), Sébastien Nadot montre que le sport existait déjà au XVe siècle et que donc, le sport n'est pas né au XIXe siècle en Angleterre au sein de la bourgeoisie.
Cette vision historique ouvre une brèche dans un édifice construit sur la base des travaux de Norbert Élias. Outre cet apport en rupture avec la doxa répandue, une partie de sa thèse s'emploie à démontrer que les rencontres sportives médiévales sont des supports de communication de premier ordre, préfiguration des Jeux Olympiques modernes. En 2016, Laurent Turcot fait paraître chez Gallimard Sports et Loisirs. Une histoire des origines à nos jours, qui considère que les sports et les loisirs sont les miroirs de la société et « sont au croisement des grandes tendances politiques, économiques, sociales et culturelles de chaque époque ».

## Aperçu historique
Des pratiques pré-sportives sont attestées dans de nombreuses civilisations antiques qui témoignent de rituels divers avec épreuves, danses, musiques et cérémonies, et où l'exploit physique est célébré. La naissance du sport apparaît quand des institutions et des règlements écrits l'encadrent, que des compétitions régulières ont lieu dans des lieux dédiés. Ces conditions semblent réunies au VIe siècle av. J.-C. dans la Grèce antique où, sur une plaque de bronze retrouvée à Olympie, sont gravées des règles devant être respectées par les athlètes et les arbitres. La désaffection progressive à l'égard des concours et le goût pour de nouveaux spectacles (notamment les concours hippiques ou les jeux du cirque), entraînent la disparition du sport au début du Moyen Âge.
Si le Moyen Âge ignore le sport, de nombreuses activités qui présentent un grand nombre de caractères sportifs, sont pratiquées durant cette période (lutte, lancer de pierre, jeux de balle…).
Les Anglais enfantent l'institution première du sport moderne au XVIIIe siècle lorsqu'ils remettent en vigueur les exercices physiques antiques. Cette diffusion du sport est liée à deux processus distincts, l’un développé à partir des grands propriétaires terriens qui adaptent leurs passe-temps (cricket en 1727, boxe en 1743, golf en 1744) en pratiques sportives, l'autre issu de la transformation au XIXe siècle des jeux étudiants des public schools (football, rugby, athlétisme…).

## Les historiens du sport
Liste non exhaustive des historiens du sport :
- Pierre Arnaud ;
- Jean-Michel Blaizeau ;
- Wolfgang Decker ;
- Jacques Gleyse ;
- Allen Guttmann ;
- Simon Inglis ;
- Jean-Michel Mehl ;
- Sébastien Nadot ;
- André Rauch ;
- Luc Robène ;
- Harold Seymour ;
- Thierry Terret ;
- Jean-Paul Thuillier ;
- Laurent Turcot ;
- Alfred Wahl.